# POGLUT1
POGLUT1 (англ. Protein O-glucosyltransferase 1) — білок, який кодується однойменним геном, розташованим у людей на 3-й хромосомі. Довжина поліпептидного ланцюга білка становить 392 амінокислот, а молекулярна маса — 46 189.
| 10         |  | 20         |  | 30         |  | 40         |  | 50         |
| ---------- |  | ---------- |  | ---------- |  | ---------- |  | ---------- |
| MEWWASSPLR |  | LWLLLFLLPS |  | AQGRQKESGS |  | KWKVFIDQIN |  | RSLENYEPCS |
| SQNCSCYHGV |  | IEEDLTPFRG |  | GISRKMMAEV |  | VRRKLGTHYQ |  | ITKNRLYREN |
| DCMFPSRCSG |  | VEHFILEVIG |  | RLPDMEMVIN |  | VRDYPQVPKW |  | MEPAIPVFSF |
| SKTSEYHDIM |  | YPAWTFWEGG |  | PAVWPIYPTG |  | LGRWDLFRED |  | LVRSAAQWPW |
| KKKNSTAYFR |  | GSRTSPERDP |  | LILLSRKNPK |  | LVDAEYTKNQ |  | AWKSMKDTLG |
| KPAAKDVHLV |  | DHCKYKYLFN |  | FRGVAASFRF |  | KHLFLCGSLV |  | FHVGDEWLEF |
| FYPQLKPWVH |  | YIPVKTDLSN |  | VQELLQFVKA |  | NDDVAQEIAE |  | RGSQFIRNHL |
| QMDDITCYWE |  | NLLSEYSKFL |  | SYNVTRRKGY |  | DQIIPKMLKT |  | EL         |

A: Аланін

C: Цистеїн

D: Аспарагінова кислота

E: Глутамінова кислота

F: Фенілаланін

G: Гліцин

H: Гістидин

I: Ізолейцин

K: Лізин

L: Лейцин

M: Метіонін

N: Аспарагін

P: Пролін

Q: Глутамін

R: Аргінін

S: Серин

T: Треонін

V: Валін

W: Триптофан

Кодований геном білок за функціями належить до трансфераз, глікозилтрансфераз, білків розвитку.
Задіяний у такому біологічному процесі, як гаструляція.
Локалізований у ендоплазматичному ретикулумі.